# Palacsintavulkán

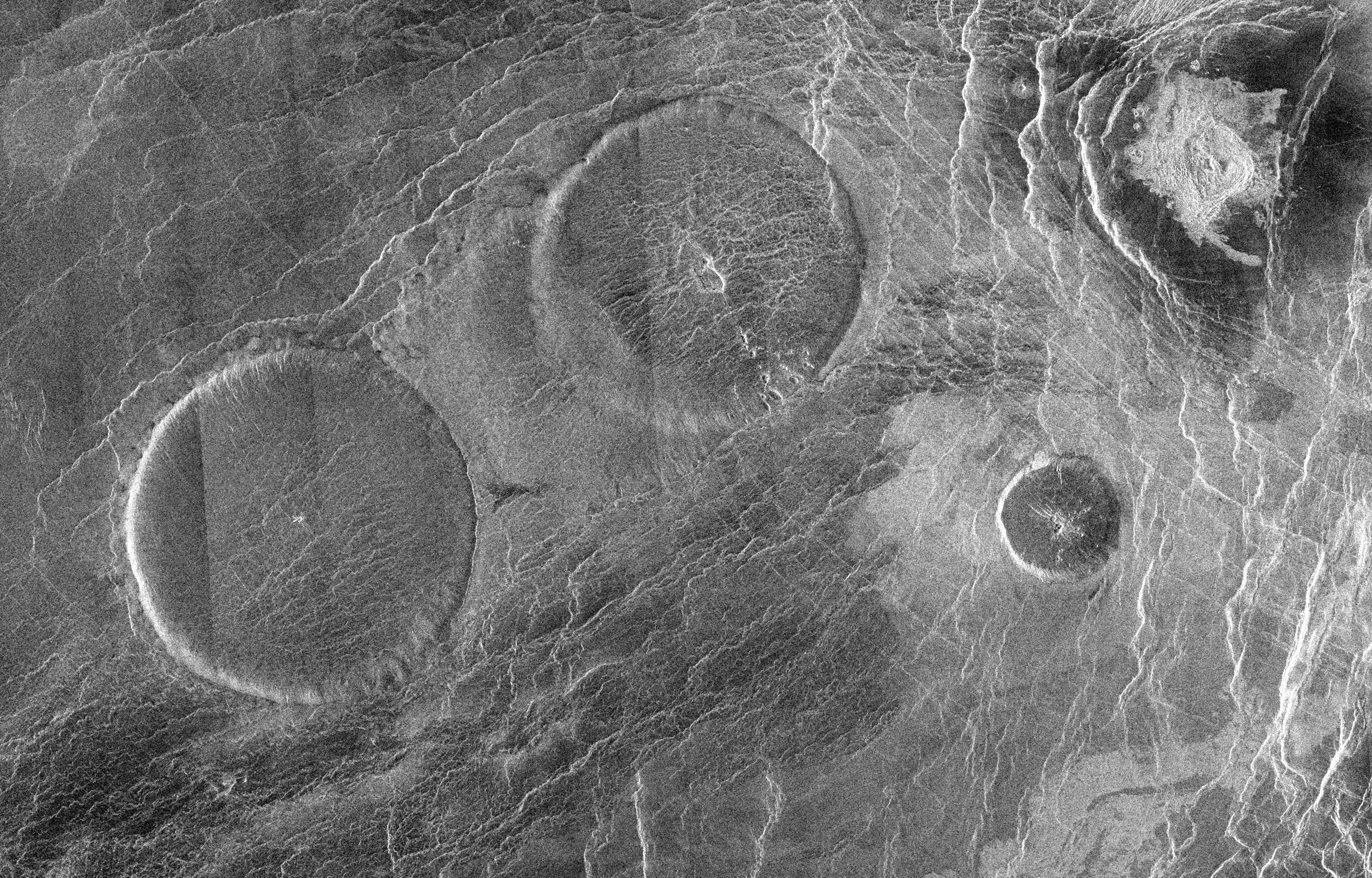
Palacsintavulkánok egy csoportja a Vénuszon

A palacsintavulkánok a pajzsvulkánok szokatlan formájú, a Földön nem előforduló típusai. A Vénusz felszínén figyelhetők meg. Csoportokba tömörülve fordulnak elő, bár ezekben rendszerint kevesebb vulkán van, mint ahogy azt a pajzsvulkánok esetében megszokhattuk. A bolygó legnagyobb részén előfordulnak, de leginkább a mélyföldeken húzódó síkságok koronái és mozaikvidékei (tesserae) közelében. A Földön megszokott vulkáni kúpoknál 10–100-szorta nagyobb képződmények.
A kúp alakja nagyban emlékeztet a pajzsvulkánokéra: szélesen elterülő és enyhe lejtésű. Következésképpen sűrűn folyó, szilícium-dioxidban gazdag láva képezhette őket, amely egy lassú kitöréssel kerülhetett a felszínre. A közepükön gyakran tál alakú mélyedés figyelhető meg, de ezek – bár megjelenésükben a vulkáni kráterekre emlékeztetnek – valószínűleg a kitörés után, a gázkibocsátás nyomán képződött formák, és nem a lávakürtők maradványai. A kúpok felszínét kisebb repedések és hasadékok tagolják.

## Fordítás
- Ez a szócikk részben vagy egészben  a   Pancake dome című angol Wikipédia-szócikk ezen változatának fordításán alapul.  Az eredeti cikk szerkesztőit annak laptörténete sorolja fel. Ez a jelzés csupán a megfogalmazás eredetét és a szerzői jogokat jelzi, nem szolgál a cikkben szereplő információk forrásmegjelöléseként.